# Julie Schätzle
Julie Schätzle (* 9. September 1903 in Basel; † 20. Mai 1996 ebenda) war eine Schweizer Malerin und Grafikerin. Sie war ein Gründungsmitglied des Kreis 48.

## Leben und Werk
Julie Schätzle war gelernte Glätterin und Handarbeitslehrerin. Ab 1937 besuchte sie Mal- und Zeichenkurse bei Arnold Fiechter und Albrecht Mayer an der Allgemeinen Gewerbeschule Basel. Dort lernte sie Max Kämpf kennen, der für viele Jahre ihr Lebensgefährte war.
Schätzle verdiente ihren Lebensunterhalt als Gewerbelehrerin. Sie schuf als Malerin zahlreiche Kinder- und Familienporträts, anfangs der 1970er-Jahre kleinformatige Collagen. Ihre Werke zeigte sie in Einzel- und Gruppenausstellungen u. a. in der Kunsthalle Basel. Julie Schätzle litt ab 1982 an Augenproblemen, was ihre künstlerische Tätigkeit stark einschränkte. 
Der Kunstkredit Basel-Stadt und der Basler Kunstverein erwarben Werke von ihr. Zudem schenkte sie 1987 zahlreiche Werke dem Musée jurassien des Arts in Moutier und der Gemeinde Allschwil. Julie Schätzle fand ihre letzte Ruhestätte auf dem Friedhof am Hörnli.